# Mbala-Axt
Die Mbala-Axt ist eine afrikanische Axt. Sie wird der Ethnie der Mbala (Bambala) der heutigen Demokratischen Republik Kongo zugeordnet.

## Beschreibung
Die Mbala-Axt hat eine halbmondförmige Klinge, die an der äußeren Biegung scharf ist. Die Klinge ist aus Eisen und hat eine runde Klingenangel. Die Angel ist in einem Heft aus Holz befestigt. Das Heft hat auf der entgegengesetzten Seite der Klinge einen  geschnitzten, spitzen Haken (siehe Bild Infobox). Das Heft ist zum unteren Ende hin schraubenartig geschnitzt. Der untere Teil des Heftes ist kolbenförmig gearbeitet. Diese Axt wird von der Ethnie der Mbala benutzt.